# Eric Roll, Baron Roll of Ipsden
Eric Roll, Baron Roll of Ipsden CB KCMG (* 1. Dezember 1907 in Nowoselyzja; † 30. März 2005) war ein Wirtschaftswissenschaftler, britischer Beamter und Bankier.

## Leben
Eric Roll wurde als Erich Roll im damaligen Nowosielitza in der Bukowina im damaligen Österreich-Ungarn geboren. Seine Familie lebte zeitweise in Wien, wo er das Gymnasium besuchte. Doch nach dem Ende des Ersten Weltkrieges zog die Familie nach Czernowitz, das zu dieser Zeit noch zu Rumänien gehörte. Mit 17 Jahren folgte er 1925 dem Wunsch seiner Eltern und begann ein Studium der Wirtschaftswissenschaften an der Universität von Birmingham in England. 1930 schloss er das Studium mit dem Doktortitel ab und nahm die britische Staatsbürgerschaft an. Nach seinem Studienabschluss wurde er Dozent für Wirtschaftswissenschaften am University College Hull (heute University of Hull). 1935 wurde er Professor in Hull und 1938 veröffentlichte er, während er dort arbeitete, das Lehrbuch The History of Economic Thought, das zahlreiche Neuauflagen erlebte. Mit der Unterstützung der Rockefeller-Stiftung ging Eric Roll 1939 in die USA. Das Angebot einer Stelle an der University of Texas lehnte er ab und wurde im Juni 1941 im Rahmen des Kriegseinsatzes bei der British Food Mission in Washington tätig.
Nach dem Ende des Krieges kehrte Roll nicht an die Universität zurück, sondern arbeitete für das britische Landwirtschaftsministerium und die Zentrale Planungskommission im Finanzministerium. Ab 1949 arbeitete er in Paris zunächst in der Marshall Plan Organisation und dann für die britische Regierung bei OECD und auch bei der NATO. Ab 1957 war er der Leiter des International Sugar Council. Seine nächste Position in London brachte ihn zurück in das Landwirtschaftsministerium, von wo aus er in die britische Verhandlungsdelegation um den Beitritt Großbritanniens in die EWG wechselte. Eric Roll war ein überzeugter Europäer, der enttäuscht war von den ergebnislosen Verhandlungen und der Edward Heaths Verhandlungstaktik später kritisierte. Als Nächstes war Roll wieder in den USA tätig, wohin ihn das Finanzministerium als britischen Vertreter beim IMF und der Weltbank entsandt hatte. Nach 2 Jahren kehrte er 1964 abermals nach London zurück, um dort als Permanent Under-secretary im Department of Economic Affairs zu arbeiten. 1966 trat er als Beamter in den Ruhestand.
1967 wurde er zunächst Deputy Chairman, dann ab 1974 Chairman und von 1987 bis 1995 Präsident der Bank S.G. Warburg & Co (heute UBS Warburg). Nach 1995 war er als Senior Adviser für die Bank tätig. Gleichzeitig war er zeitweise auch ein Direktor der Bank of England und ab 1974 der Vice-Chancellor der Universität Southampton.
Eric Roll wurde 1977 zum Life Peer ernannt.
Roll, der sich nach dem Ende des Zweiten Weltkrieges zeitweise nicht dazu bringen konnte, Deutsch zu sprechen oder zu lesen, nominierte 2001 Goethes Faust in der BBC Radiosendung Desert Island Discs als das Buch seiner Wahl.
Eric Roll war von 1934 bis 1998 mit Winifred (Freda) Taylor, einer Studienfreundin, verheiratet. Das Paar hatte 2 Töchter.

## Veröffentlichungen
- Eric Roll, A History of Economic Thought, 5th revised Edition, London Faber and Faber, 2002 ISBN 978-0-571-16553-7.
- Eric Roll, Crowded Hours, 1985 (Autobiographie).